# Seleção da FIFA
Seleção da FIFA é uma premiação do futebol, entregue pela Fifa e a FIFPro se unem anualmente para homenagear os melhores jogadores do mundo de cada posição, que são goleiro, defensores, médios e avançados. O prêmio é entregue na mesma cerimônia do prêmio de melhor jogador de futebol do mundo da Fifa.

## Votação
A votação é feita por mais de 50 mil atletas do mundo inteiro, entre os anos de 2005 e 2008 a FifaPró organizou a sua própria premiação baseada no mesmo sistema. Até o ano de 2008 o sistema de votação era feito através do site oficial da Fifa onde o público escolhia os melhores.

## Seleção 2008
Goleiro: Iker Casillas (Real Madrid).
Defensores: Sérgio Ramos ( Real Madrid), Terry (Chelsea), Puyol (Barcelona), Lahm (B. Munique).
Médios: Xavi (Barcelona), Gerrard (Liverpool), Kaká (Milan), Ribery (Bayern de Munique).
Avançados: Messi (Barcelona), Cristiano Ronaldo (Manchester United).

## 2009
Goleiro:
Iker Casillas (Real Madrid),
Defensores:
Daniel Alves (Barcelona),
Vidic (Manchester United),
Terry (Chelsea),
Evra (Manchester United),
Médios:
Xavi (Barcelona),
Gerrard (Liverpool),
Iniesta (Barcelona),
Avançados:
Messi (Barcelona),
Cristiano Ronaldo (Real Madrid),
Fernando Torres (Liverpool),
- A seleção de 2009 mostrou que o campeonato espanhol e o campeonato inglês são os mais fortes do mundo, dos onze jogadores, seis são da La Liga, em seguida veio a Premier League, com 5 jogadores.
- As estrelas da seleção de 2009 foram Lionel Messi e Cristiano Ronaldo, que se enfrentaram na final da Liga dos Campeões, onde Messi se sagrou campeão com o Barcelona, levando a melhor sobre Cristiano Ronaldo que na época ainda defendia o Manchester United.

## 2018
- De Gea (Manchester United), Daniel Alves (PSG), Varane (Real Madrid), Sergio Ramos (Real Madrid) e Marcelo (Real Madrid); Kanté (Chelsea), Modric (Real Madrid) e Hazard (Chelsea); Messi (Barcelona), Mbappé (PSG) e Cristiano Ronaldo (Juventus).[1]